# Vesneanka, Cervonoarmiisk
Vesneanka (în ucraineană Веснянка) este un sat în comuna Koșelivka din raionul Cervonoarmiisk, regiunea Jîtomîr, Ucraina.

## Demografie
Componența lingvistică a localității Vesneanka
     Ucraineană (100%)
Conform recensământului din 2001, toată populația localității Vesneanka era vorbitoare de ucraineană (100%).